# FCGR2A
FCGR2A (англ. Fc fragment of IgG receptor IIa) – білок, який кодується однойменним геном, розташованим у людей на короткому плечі 1-ї хромосоми.  Довжина поліпептидного ланцюга білка становить 317 амінокислот, а молекулярна маса — 35 001.
| 10         |  | 20         |  | 30         |  | 40         |  | 50         |
| ---------- |  | ---------- |  | ---------- |  | ---------- |  | ---------- |
| MTMETQMSQN |  | VCPRNLWLLQ |  | PLTVLLLLAS |  | ADSQAAAPPK |  | AVLKLEPPWI |
| NVLQEDSVTL |  | TCQGARSPES |  | DSIQWFHNGN |  | LIPTHTQPSY |  | RFKANNNDSG |
| EYTCQTGQTS |  | LSDPVHLTVL |  | SEWLVLQTPH |  | LEFQEGETIM |  | LRCHSWKDKP |
| LVKVTFFQNG |  | KSQKFSHLDP |  | TFSIPQANHS |  | HSGDYHCTGN |  | IGYTLFSSKP |
| VTITVQVPSM |  | GSSSPMGIIV |  | AVVIATAVAA |  | IVAAVVALIY |  | CRKKRISANS |
| TDPVKAAQFE |  | PPGRQMIAIR |  | KRQLEETNND |  | YETADGGYMT |  | LNPRAPTDDD |
| KNIYLTLPPN |  | DHVNSNN    |  |            |  |            |  |            |

A: Аланін

C: Цистеїн

D: Аспарагінова кислота

E: Глутамінова кислота

F: Фенілаланін

G: Гліцин

H: Гістидин

I: Ізолейцин

K: Лізин

L: Лейцин

M: Метіонін

N: Аспарагін

P: Пролін

Q: Глутамін

R: Аргінін

S: Серин

T: Треонін

V: Валін

W: Триптофан

Кодований геном білок за функціями належить до рецепторів, фосфопротеїнів. 
Задіяний у таких біологічних процесах як імунітет, поліморфізм. 
Локалізований у клітинній мембрані, мембрані.